# Saint-Félix (Haute-Savoie)
Saint-Félix is een gemeente in het Franse departement Haute-Savoie (regio Auvergne-Rhône-Alpes) en telt 1617 inwoners (1999). De plaats maakt deel uit van het arrondissement Annecy.

## Geografie
De oppervlakte van Saint-Félix bedraagt 6,6 km², de bevolkingsdichtheid is 245,0 inwoners per km².
De onderstaande kaart toont de ligging van Saint-Félix (Haute-Savoie) met de belangrijkste infrastructuur en aangrenzende gemeenten.

## Demografie
Onderstaande figuur toont het verloop van het inwonertal (bron: INSEE-tellingen).